# Oranienburger Straße

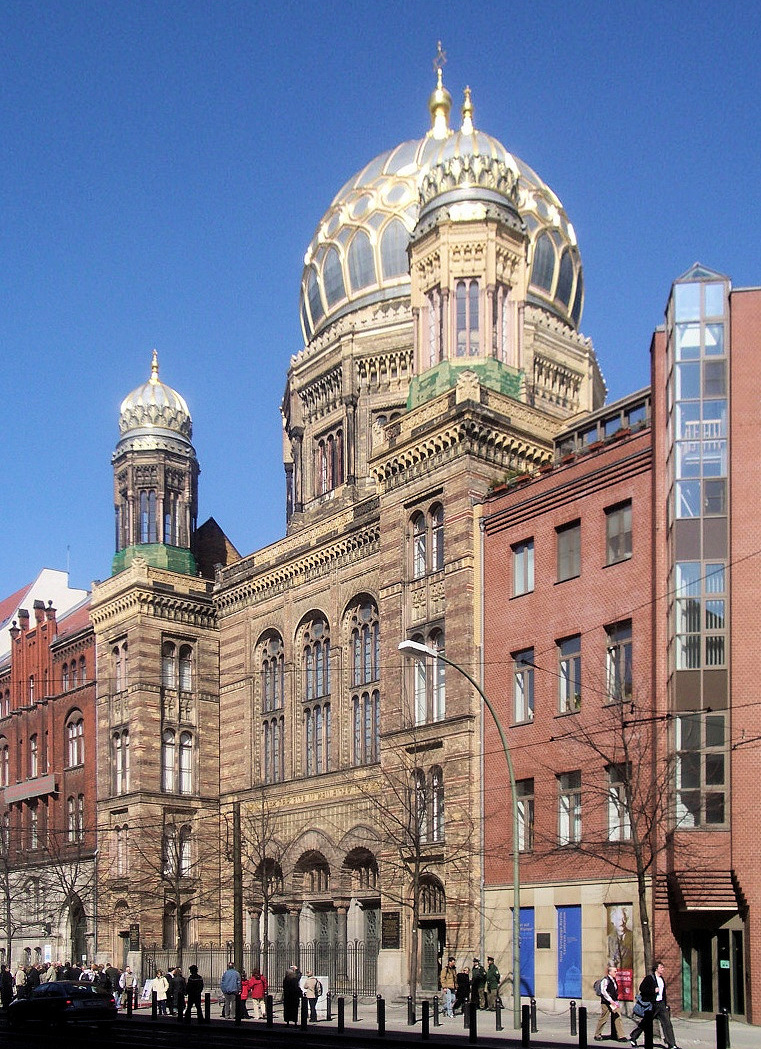
A Nova Sinagoga em Oranienburger Straße

Oranienburger Straße (ou Strasse) é uma rua central de Berlim, capital da Alemanha. Nos séculos  XIX e XX, foi a maior área de Judeus em Berlim. Há inúmeros memoriais aos antigos residentes judeus da área, incluindo os locais das antigas escolas judaicas, orfanatos e cemitérios. Todas essas instituições foram fechadas durante o Regime Nazista, e uma grande parte da população dessa área foi deportada para os campos de concetrações na Polônia. 
A construção mais notável em Oranienburger Straße é a Nova Sinagoga (Neue Synagoge), que na época de sua abertura em 1866 era a maior sinagoga de Berlim. A sinagoga foi salva da destruição pelos nazistas na Noite dos cristais (Reichskristallnacht) em 1938 pelas ações de Wilhem Krützfeld, um chefe de polícia local. Ela foi então destruída em grande parte por bombardeios em 1943 e a maioria das ruinas demolidas em 1958 pelas autoridades da Alemanha Oriental. A frente da seção restaurada foi aberta em 1955 como um museu e um centro de comunidade judaica.